# Ворона американська
Ворона американська (Corvus brachyrhynchos) — вид горобцеподібних птахів роду крук (Corvus) родини воронових (Corvidae).
Етимологія: грец. βραχυ- — «короткий», грец. ρυνχος — «дзьоб».

## Опис
Довжина 43—51 см, з яких хвіст становить близько 40%. Розмах крил від 85 до 100 см. Довжина хвоста може бути від 3 до 5,5 см. Маса тіла може варіювати від 316 до 620 г, самці, як правило, більші. Забарвлення чорне. Мають сильні кігті й тонкий короткий дзьоб. Хвіст майже ромбоподібний.

## Стиль життя
Галаслива, від середнього до великого розміру. Це дуже розумні й товариські птахи, можуть бути у великій кількості навколо сільгоспугідь. Часто живляться на землі. Типово гніздяться й харчуються взимку разом у великій кількості. Гніздяться на великих деревах. Всеїдна, їсть рослинну й тваринну їжу, живу чи мертву. Будує відносно великі гнізда з гілочок, встелені травою та пір'ям. У гніздо відкладається від 3 до 9 яєць. Про потомство піклуються обоє батьків. Деякі сови можуть витягнути як молодь, так і дорослих птахів вночі з гнізда.
Середня тривалість життя в дикій природі складає 7-8 років. У неволі птахи, як відомо, живуть до 30 років.

## Середовище проживання
Країни поширення: Канада; Мексика; Сен-П'єр і Мікелон; США. Поширена в Північній Америці в різних місцях проживання, від пустель до гір і до лісів, часто живе поруч з людьми.

## Галерея
- Ворона каркає

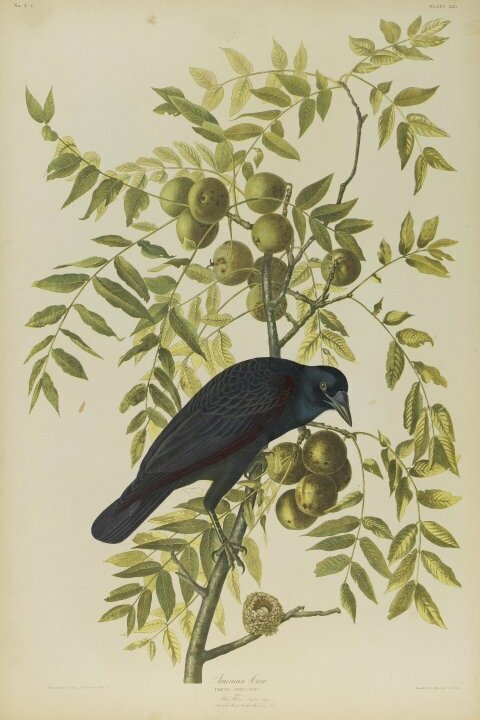
Хромолітографія 1861 року.
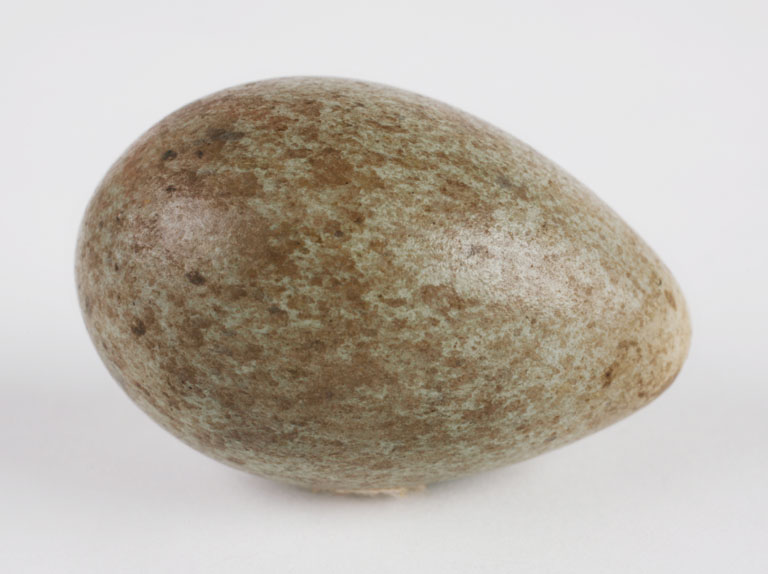
Яйце
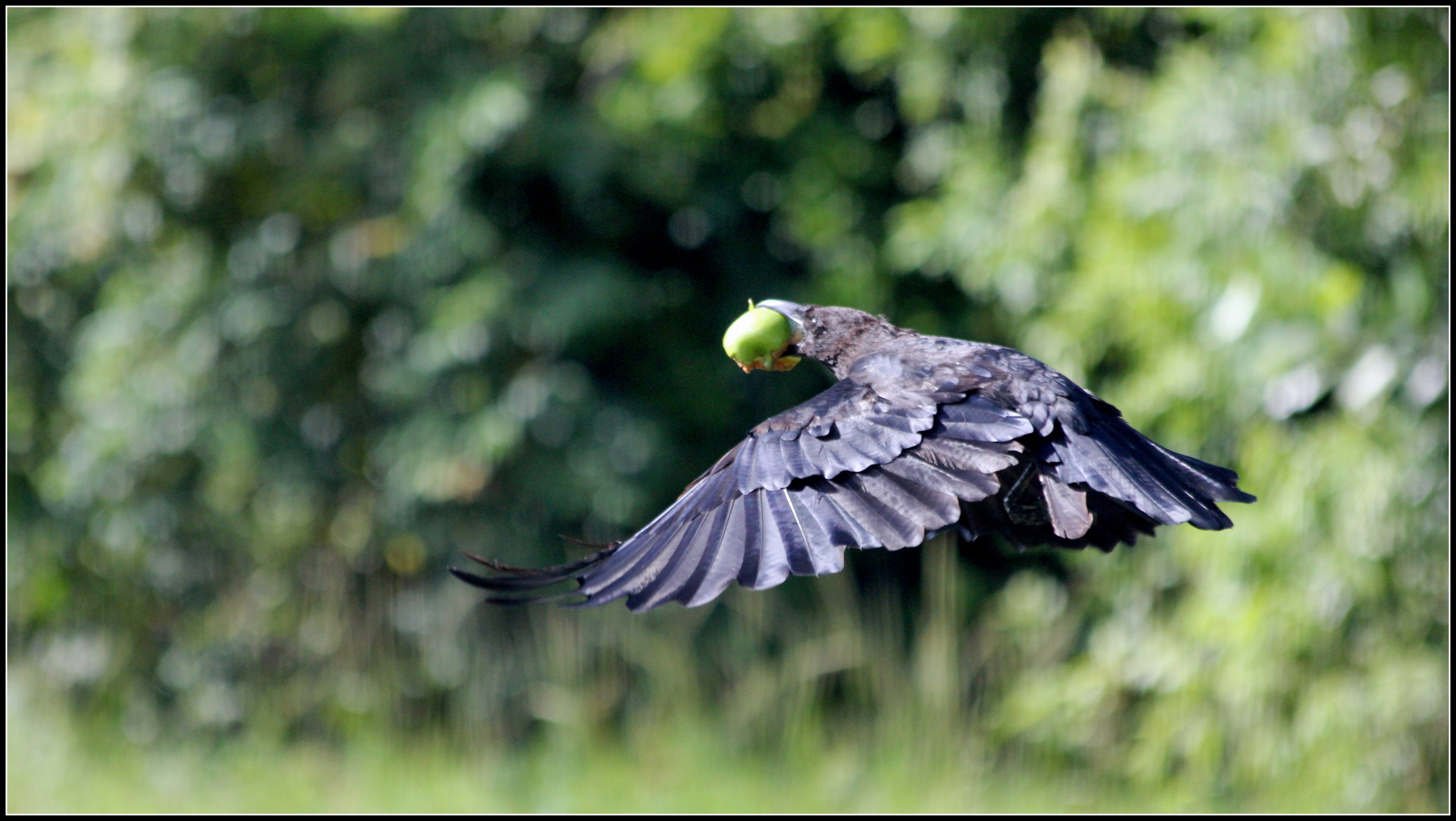
У польоті

| Птах | Це незавершена стаття з орнітології. Ви можете допомогти проєкту, виправивши або дописавши її. |